# Neatkarīgā Rīta Avīze
Neatkarīgā Rīta Avīze (Neatkarīgā) – łotewski dziennik wydawany w języku łotewskim.
Został założony w 1904 roku jako „Cīņa”. W 1990 roku zmienił nazwę na „Neatkarīgā cīņa”.
Nakład pisma wynosił 24 tys. egzemplarzy (2018). Od maja 2020 r. jest dostępny wyłącznie w wydaniu cyfrowym. 